# میکروسیلیکا
میکروسیلیکا یا میکروسیلیس محصول جانبی از کوره‌های قوس الکتریکی القایی در صنایع فلز سیلیس و آلیاژ فرو سیلیس می‌باشد؛ که در صنعت بتن کاربرد زیادی دارد.
کاهش کوارتز به سیلیس در دمای ۲۰۰۰ درجه سانتی گراد موجب تولید بخارات SiO2 می‌شود. این بخار در منطقه دما پایین به ذرات بسیار ریز کروی متشکل از سیلیس غیر کریستالی (آمورف) اکسیده و متراکم می‌شود.
مبکروسیلیکا با فیلتر کردن گازهای خروجی در بگ فیلترها، جمع‌آوری شده و متوسط توزیع اندازه ذرات میکروسیلیکا، سیمان معمولی پرتلند و خاکستر بادی در شکل زیر مقایسه شده‌است:
با دقت بیشتر می‌توان دریافت که توزیع اندازه ذرات یک نمونه میکروسیلیکا به صورت ۲۰ درصد کمتر از ۰٫۰۵ میکرومتر، ۷۰ درصد کمتر از ۰٫۱۰ میکرومتر، ۹۵ درصد کمتر از ۰٫۲۰ میکرومتر و ۹۹ درصد کمتر از ۰٫۵۰ میکرومتر ارائه شده‌است. از آنجا که اندازه اکثر ذرات این ماده کمتر از ۱۰۰ نانومتر است، می‌توان آن‌ها را به عنوان نانو ذرات محسوب کرد. ترکیبات شیمیایی یک میکروسیلیکا به صورت نمونه در جدول زیر نشان داده شده‌است. دیده می‌شود ترکیب شیمیایی غالب سیلیس (۹۲ درصد) است. این ماده دارای سطح ویژه m2/g 20 و دانسیته متوسط توده آن kg/m3 586 است.
در مقایسه با سیمان پرتلند معمولی و خاکستر بادی، اندازه ذرات میکروسیلیکا دو برابر کوچکتر است. به این ترتیب، این ماده بسیار پوزولانی است. با این حال، کارگران در تماس با میکروسیلیکا دچار مشکل شده و استفاده از میکروسیلیکا نیاز بتن به آب را افزایش می‌دهد، مگر اینکه از فوق روان‌کننده بتن استفاده شود.
این ماده در دو شکل پودر و دوغاب عرضه می‌شود. شکل دوغاب میکروسیلیکا به منظور جلوگیری از مشکلات سلامتی ناشی از توسط تنفس ذرات ریز میکروسیلیکا، در نظرگرفته شده‌است. قبل از اواسط دهه ۷۰ میلادی، میکروسیلیکا به اتمسفر تخلیه می‌شد. نگرانی‌های زیست محیطی ضرورت جمع‌آوری و دفن زباله میکروسیلیکا را در بر داشته و در تولید بتن از دهه ۸۰ میلادی اعمال شده‌است و در حال حاضر تبدیل به یک بیانیه ارزشمند برای بتن با کارایی بالا شده‌است. درصد طبیعی میکروسیلیکا که جایگزین سیمان پرتلند می‌شود از ۵ تا ۱۵ درصد است.
خواص و مزایای میکروسیلیکا در بهبود خصوصیات بتن به دو طریق بسته‌بندی ذرات و واکنش پوزولانی می‌باشد. از آنجا که اندازه میکروسیلیکا دو برابر کمتر از سیمان پرتلند است، می‌تواند به راحتی فضای بین ذرات سیمان را پر کند. پس از آن، میکروساختار بتن چگال تر شده و در نتیجه مقاومت فشاری بتن بالاتر می‌رود.

## روش تولید میکروسیلیس
این ماده به عنوان یک نوع ناخالصی سیلیکا در فرآیند تولید فولاد، تولید می‌شود. در ادامه روش تولید میکروسیلیس به صورت زیر است:
فرآوری سنگ‌های سیلیکاتی: در این مرحله، سنگ‌های سیلیکاتی مانند کوارتز یا سنگ‌های آهک با استفاده از عملیات خردایش و آسیاب به ذرات ریزتر تبدیل می‌شوند.
تولید فولاد: در فرآیند تولید فولاد، سنگ آهن و کربن در کوره‌های قوس الکتریکی یا کوره‌های قوس قوی (قوس قوی الکتریکی) با هم آمیخته می‌شوند و در دمای بالا ذوب می‌شوند. در این فرآیند، مواد آهک (کربنات کلسیم) نیز به عنوان یک عامل حفاظتی برای جذب آلومینا از خاکسترهای آهن استفاده می‌شود.
جداسازی: در فرآیند تولید فولاد، مواد شیمیایی اضافی مانند آهن و سیلیس از طریق عملیات جداسازی مانند فیلتراسیون و یا از طریق دستگاه‌های الکترواستاتیک جدا می‌شوند. این ماده که به صورت ذرات ریز سیلیکا با اندازه حدود 1/100 اندازه ذرات سیمان است، جدا می‌شود.
ذوب: میکروسیلیس جدا شده در کوره‌های ذوب قرار می‌گیرد تا به دمای بسیار بالا (حدود 2000-1800 درجه سانتیگراد) برسد. در این دما، سیلیکا به صورت یک مایع گدازشده می‌شود.
جمع‌آوری و خنک‌کردن: پس از ذوب آن، ماده حاصل را باید جمع آوری کرد. در این مرحله، میکروسیلیس به صورت یک ماده مایع گدازشده است که باید خنک شود تا به صورت پودری سیاه یا خاکستری رنگ تبدیل شود. برای خنک‌کردن آن، از روش‌هایی مانند استفاده از جریان هوای سرد، سیستم‌های خنک‌کننده یا استفاده از آب سرد در فرآیند خنک کردن استفاده می‌شود.
فیلتراسیون: پس از خنک‌کردن، این ماده به صورت یک پودر ریز و جریانی به دست می‌آید. این پودر به طور معمول تحت عملیات فیلتراسیون قرار می‌گیرد تا ذرات بزرگتر جدا شده و تمیز شود.
بسته‌بندی و ذخیره‌سازی: در نهایت، میکروسیلیس تمیز شده و خشک شده را به صورت پودری در بسته‌بندی‌های مختلف (مانند کیسه‌ها یا بشکه‌ها) بسته‌بندی می‌کنند. سپس این محصول برای ذخیره‌سازی و انتقال به مقصد نهایی ارسال می‌شود.
در نتیجه به صورت یک ماده پودری سیاه یا خاکستری تولید می‌شود که از ناخالصی‌های سیلیکا در فرآیند تولید فولاد جدا می‌شود و با خنک‌کردن به شکل نهایی خود در آمده و بسته‌بندی می‌شود.

## اشکال مختلف میکروسیلیس
میکروسیلیس به اشکال متفاوتی تولید و عرضه می‌شود. این محصول می‌تواند به صورت غیرمتراکم، متراکم، گلوله شده و دوغابی مورد استفاده قرار گیرد که در ادامه مقاله میکروسیلیس چیست به بررسی اشکال آن خواهیم پرداخت:
1. میکروسیلیس غیرمتراکم: چگالی حجمی این ماده غیرمتراکم، حدود ۲۰۰kg/m3 تا ۳۰۰kg/m3 بوده و استفاده از آن در صنعت بتن دشوار است.
2. میکروسیلیس متراکم: میکروسیلیس متراکم دارای چگالی حجمی بیشتری بوده (بیش از۵۰۰kg/m3 ) که این امر بکارگیری آن را آسان‌تر و حمل ونقل آن را نسبت به پودر غیرمتراکم ارزان‌تر می‌کند.
3. میکروسیلیس گلوله شده: فرآیند گلوله شدن، شامل تبدیل میکروسیلیس به گلوله‌هایی با قطر حدود ۰٫۷ تا ۱ میلی‌متر و چگالی حجمی بیشتر از ۶۰۰kg/m3 روی یک میز گلوله‌سازی است. استفاده از میکروسیلیس به حالت گلوله شده برای ساخت بتن مناسب نیست.
4. میکروسیلیس دوغابی (دوغاب میکروسیلیس): حالت دوغابی این ماده، دارای چگالی مخصوص ۱۴۰۰kg/m3 بوده و از طریق اختلاط میکروسیلیس غیرمتراکم با مقدار آب یکسان از نظر وزنی تولید می‌شود. ذرات کوچک دوده سیلیسی در مخلوط بتن با حالت دوغابی بهتر پخش می‌شود و این شرایط منجر به تهیه‌ی مخلوط همگن‌تر می‌گردد.

## واکنش میکروسیلیس
واکنش پوزولانی به صورت زیر تعریف می‌شود:

پوزولان + هیدروکسید کلسیم + آب = هیدرات سیلیکات کلسیم (ثانویه)
میکروسیلیکا یک ماده پوزولانی بسیار فعال است و به راحتی با CH و آب واکنش نشان می‌دهد و به شکل ثانویه C-S-H در می‌آید. از طریق واکنش پوزولانی، میکروسیلیکا می‌تواند مقدار زیادی از CH رامصرف کند و تولید C-S-H نیز حفرات مویینه را پر می‌کند. این فرایند قادر است تخلخل و نفوذپذیری بتن و همچنین امکان واکنش شیمیایی CH با یونهای دیگر برای تشکیل محصولات مضر را کاهش دهد. به این ترتیب، دوام بتن تا حد زیادی افزایش می‌یابد. نشان داده شده‌است که میکروسیلیکا تا حد زیادی می‌تواند باعث تقویت مقاومت بتن با کارایی بالا در برابر واکنش سنگدانه قلیایی و توزیع کلرایدی شود.
در حال حاضر، این ماده به‌طور گسترده‌ای در تولید بتن با کارایی بالا در سراسر جهان استفاده می‌شود.

## تأثیر میکروسیلیس در بتن
1.افزایش چسبندگی و کاهش اسلامپ بتن: از آن‌جا که بکارگیری میکروسیلیس در طرح اختلاط بتن باعث افزایش چسبندگی و به طبع کاهش اسلامپ بتن می‌شود، لازم است همزمان با استفاده از میکروسیلیس از افزودنی‌های کاهنده‌ی آب در بتن استفاده شود. البته نکته‌ی قابل توجه این است که گرچه با استفاده از میکروسیلیس مقدار اسلامپ بتن کاهش یافته، ولی خاصیت پُر کنندگی بتن در قالب، توسط ویبره (کارایی بتن) افزایش می‌یابد. به همین دلیل آزمایش اسلامپ، آزمایش مناسبی برای اندازه‌گیری کارایی بتن حاوی میکروسیلیس نیست.
2. جلوگیری از آب انداختگی و جداشدگی: طبیعتاً مواد پودری ریزدانه (میکروسیلیس) با کاهش آب انداختگی و جداشدگی، باعث افزایش قوام بتن می‌شود.
3. افزایش زمان گیرش: این امر در تابستان و هوای گرم بسیار مفید است.

## مقدار مصرف میکروسیلیس در بتن
میزان مصرف دوده سیلیسی با نوع بتن ساخته شده کنترل می‌شود. اما به صورت تئوریک، میزان استاندارد این محصول در بتن معادل ۳ تا ۱۵% وزن سیمان است و باید به همان اندازه از وزن سیمان کم شود. در ادامه مقاله میکروسیلیس چیست، به بررسی دو نمونه از مقدار مصرف میکروسیلیس با توجه به تغییر نوع بتن ساخته شده می‌پردازیم.
· ساخت بتن آب‌بند: میزان مصرف میکروسیلیس در بتن برای دستیابی به دوام و آب‌بندی مناسب، با توجه به طرح اختلاط بتن بین ۳ تا ۱۰% وزن سیمان است که مقدار ۷% را می‌توان حد وسط مناسبی برای آن در نظر گرفت.
· ساخت بتن پرمقاومت: برای دستیابی به بتنی با مقاومت بالا، لازم است از ۵ تا ۱۷% وزن سیمان از میکروسیلیس در بتن استفاده شود. در این میان، ۱۲% را می‌توان مقدار میانگین و حد مناسبی برای ساخت بتن پرمقاومت در نظر گرفت.
برای دستیابی به اهداف خاص در ساخت بتن با دوده سیلیسی، لازم است تست آزمایشگاهی و کارگاهی انجام شود و عدد دقیق مقدار مصرف میکروسیلیس در طرح اختلاط بتن تعیین گردد. در نظر داشته باشید در بعضی موارد گزارش شده استفاده از میکروسیلیس بیش از ۲۰% وزن سیمان، باعث کاهش مقاومت می‌شود. 

## مصرف میکروسیلیس در بتن به صورت ژل
میکروسیلیس پودری علی رغم مزیت های فراوانی که برای بتن ایحاد می کند ایرادتی دارد که در صورتی که به طور مستقیم و در حالت جامد (پودر) استفاده گردد به علت وزن مخصوص نسبتاً پایین و سطح ویژه بسیار بالا، موجب ایجاد برخی مشکلات زیست محیطی و حتی اجرایی می گردد. از این رو برای بهره گیری از این ماده ی ارزشمند، صنعتگران فعال در حوزه ی عمران معمولاً از روش های جایگزین استفاده می کنند. یکی از این روش ها استفاده از ژل میکروسیلیس، پاور ژل میکروسیلیس یا دوغاب میکروسیلیس می باشد.

## منبع
- Zongjin Li، Advance concrete technology، ترجمهٔ کوروش رفیعی فر

- ژل میکروسیلیس، بازبینی شده در 11 اکتبر 2020.